# Hondschoote
Hondschoote település Franciaországban, Nord megyében. Lakosainak száma 4010 fő (2022. január 1.). Hondschoote Warhem, Killem, Oost-Cappel, Ghyvelde, Alveringem és Veurne községekkel határos.

## Népesség
A település népességének változása:
| Lakosok száma | 4052 | 4096 | 4199 | 4083 | 4072 | 4060 | 4041 | 4026 | 4010 |
|               | 2013 | 2015 | 2016 | 2017 | 2018 | 2019 | 2020 | 2021 | 2022 |